# HMS Prothee (1780)
HMS Prothee (1780) — 64-пушечный линейный корабль третьего ранга, бывший французский Protée. Четвертый корабль Французского флота, и первый Королевского флота, названный в часть мифологического Протея.
Спущен на воду в 1772 году.
Участвовал в Американской войне за независимость. Захвачен Королевским флотом 24 февраля 1780 года.
Взят в британскую службу как HMS Prothee. Был при островах Всех Святых. В 1799 году превращен в плавучую тюрьму. Разобран в 1815 году.